# ابوذرآباد (مقاطعة فسا)
ابوذرآباد (بالفارسية: ابوذرآباد) هي قرية تقع في قسم ميانده الريفي (مقاطعة فسا) في إيران. يقدر عدد سكانها بـ 562 نسمة .